# Sphingonotus isfaghanicus
Sphingonotus isfaghanicus is een rechtvleugelig insect uit de familie veldsprinkhanen (Acrididae). De wetenschappelijke naam van deze soort is voor het eerst geldig gepubliceerd in 1937 door Predtechenskii.